# Muralhas de Aigues-Mortes

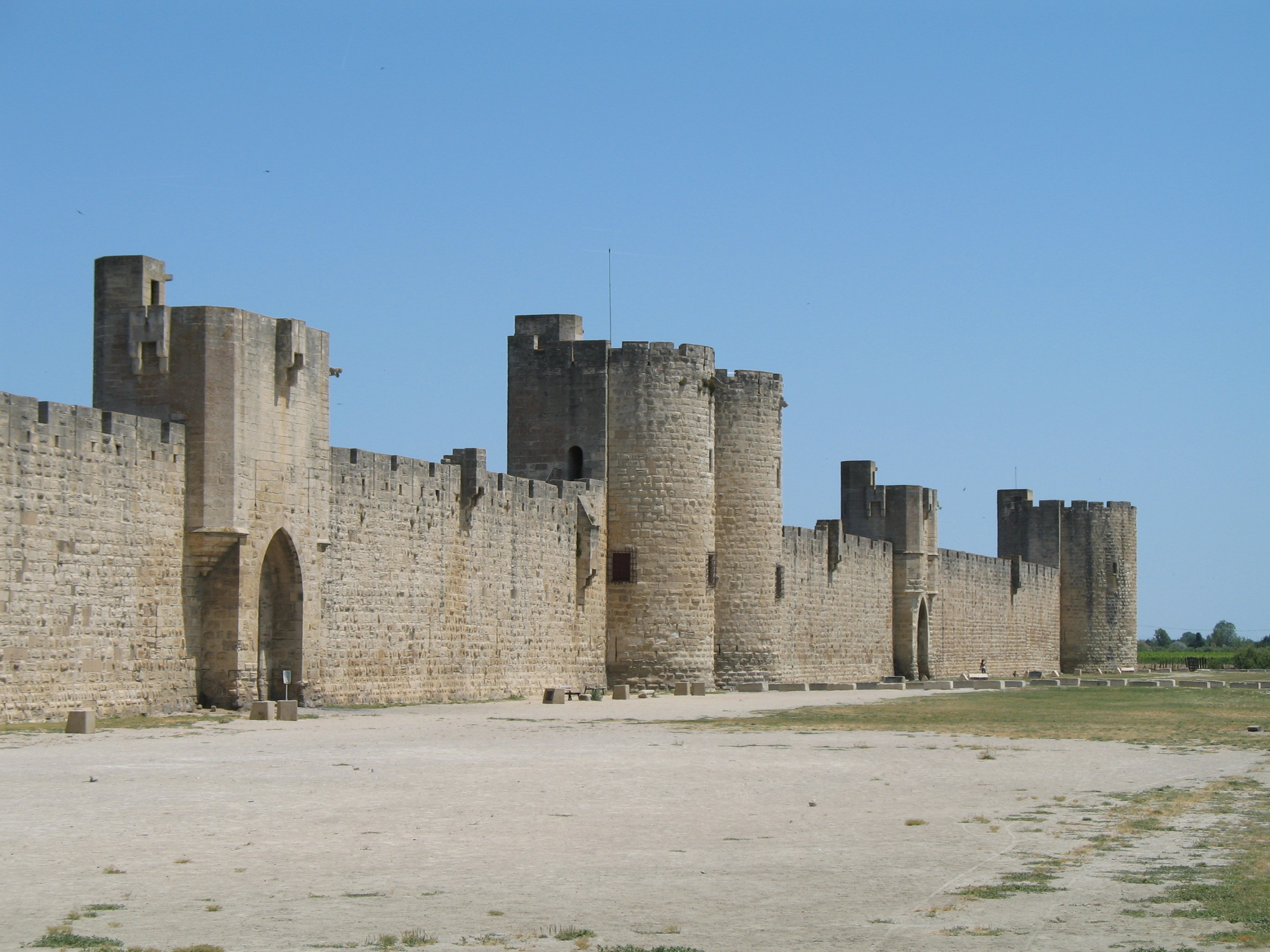

As muralhas de Aigues-Mortes são as fortificações do século XIII da cidade de Aigues-Mortes, em Gard, França. É classificado como um monumento histórico desde 1903.